# Sodnomyn Damdinbazar

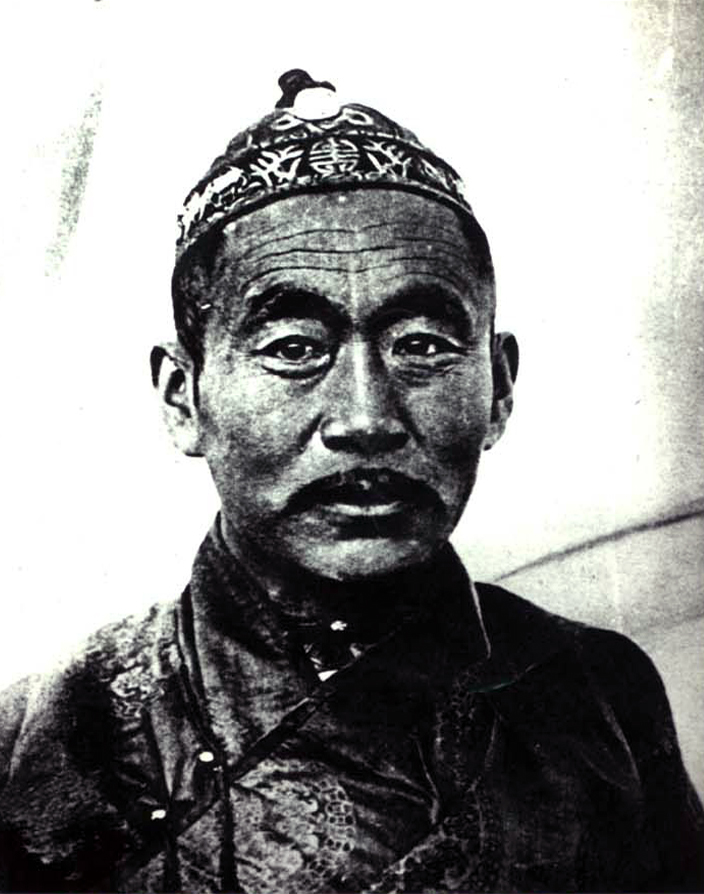
Jalkhanz Khutagt Sodnomyn Damdinbazar.

El Jalkhanz Khutagt Sodnomyn Damdinbazar (mongol: Жалханз Хутагт Содномын Дамдинбазар, 1874 - 23 de junio de 1923) fue una importante encarnación lamaísta del noroeste de Mongolia y tuvo un rol importante en el movimiento de independencia del país. Fue primer ministro de Mongolia en dos períodos, en 1921 bajo el gobierno títere del Barón Ungern y entre 1922 y 1923 bajo el Partido Revolucionario del Pueblo Mongol.
Nació cerca del lago Oigon Nuur, en el actual aimag de Zavkan. Sus padre Tserensodnom y su madre Sonom fueron pastores de clase media. En 1877 fue nombrado como Jalkanz Khutagt en Jalkhanzyn Khûree, en el actual sum de Bürentogtokh en el aimag de Khövsgöl. Entre los 16 y 20 añis fue educado en la escritura tibetana y escritura mongola, matemáticas, astrología y religión y fue nobel en un monasterio en Ih Hüree.
Fue simpatizante del movimiento independentista y participó inicialmente en la rebelión militar en Uliastai en la década de 1900. Entre 1911 y 1912 apoyó la independencia del país y el establecimiento del Janato de Mongolia gobernado por el Bogd Khan. Fue nombrado ministro para la Pacificación de las Áreas de la Frontera Occidental y tomó parte en la campaña de captura de la ciudad de Khovd, junto con Khatanbaatar Magsarjav, Manlaibaatar Damdinsüren, Togtokh Taij y Dambijantsan. Por su éxito en la campaña, recibió el honorable título de Samadi Nomun Khan en 1912.
Viajó varias veces a Pekín para representar a las demandas mongolas. En 1919 fue parte de una delegación que estableció contactos con el cónsul estadounidense en China con una carta del Bogd Khan invitando a los Estados Unidos a abrir un consulado en Niislel Khüree (actual Ulán Bator).
Cuando la República de China, bajo el ministro Chen Yi, ocupó Niislel Khüree en 1919 y el Bogd Khan fue puesto bajo arresto domicilario, Damdinbazar fue nombrado oficial. Cuando el Barón Ungern expulsó a los chinos y fundó el efímero gobierno títere en 1921, fue nombrado primer ministro (en otras fuentes como ministro del Interior).
Damdinbazar se retiró del gobierno luego que Ungern fue derrotado por las fuerzas revolucionarias comunistas lideradas por Sükhbaatar en 1921. A finales de ese año, sin embargo, fue contactado por los agentes del Comintern y aceptó a oponerse a las fuerzas rusas del Movimiento Blanco acantonadas en Mongolia. Se unió a las fuerzas de Magsarjav en Uliastai en la campaña contra los blancos.
El 3 de marzo de 1922 fue nombrado primer ministro, luego que Dogsomyn Bodoo renunciara y fuera ejecutado por conspiración con otros enemigos reaccionarios (incluyendo el Ja Lama y el cónsul estadounidense en Kagan) con el fin de derrocar el gobierno comunista. Buscando aplacar la ira del clero lamaísta (Bodoo fue lama), los líderes del partido incluyendo Sükhbaatar acudieron ante Damdinbazar para que aceptara el cargo de primer ministro. No obstante, su gobierno fue breve ya que falleció en el cargo a los 15 meses, el 23 de junio de 1923.